# Liverpool Street Station
Liverpool Street Station – jedna z głównych stacji kolejowych Londynu, a także stacja metra w dzielnicy City of London. Stacja ma połączenia ze wschodnią Anglią m.in. z Cambridge, Norwich, Ipswich, Colchester. Posiada 18 peronów i obsłużyła w 2005 ponad 38,95 mln pasażerów.
Głównym przewoźnikiem korzystającym z dworca jest firma National Express East Anglia, która oferuje stąd połączenia ze wschodem Anglii, m.in. na lotnisko Stansted, do Cambridge, Lowestoft, Great Yarmouth, Norwich, Ipswich, Chelmsford, Colchester, Braintree, Southend-on-Sea i Harwich. Ponadto od poniedziałku do piątku dwa kursy dziennie realizuje stąd firma c2c.

## W kulturze
Liverpool Street jest jednym z czterech dworców kolejowych, obok King’s Cross, Marylebone i Fenchurch Street, które pojawiają się na standardowej, brytyjskiej wersji planszy do gry Monopoly. 